# Natação no Campeonato Mundial de Esportes Aquáticos de 2013 - 50 m costas masculino
A prova dos 50 metros costas masculino da natação no Campeonato Mundial de Esportes Aquáticos de 2013 ocorreu entre os dias 3 de agosto e 4 de agosto no Palau Sant Jordi  em Barcelona.

## Recordes
Antes desta competição, os recordes mundiais e do campeonato nesta prova eram os seguintes:
| Tipo                  | Atleta       | Tempo | Local | Data                |
| --------------------- | ------------ | ----- | ----- | ------------------- |
|                       | Liam Tancock | 24.04 | Roma  | 2 de agosto de 2009 |
| Recorde do campeonato | Liam Tancock | 24.04 | Roma  | 2 de agosto de 2009 |

## Medalhistas
| Ouro                  | Prata                                      | Bronze |
| Camille Lacourt (FRA) | Jérémy Stravius (FRA) · Matt Grevers (USA) |        |

## Resultados

### Eliminatórias
Esses foram os resultados das eliminatórias.
| Pos. | Bateria | Raia | Nadador                 | Nacionalidade  | Tempo | Notas            |
| ---- | ------- | ---- | ----------------------- | -------------- | ----- | ---------------- |
| 1    | 6       | 5    | Daniel Orzechowski      | Brasil         | 24.67 | Q                |
| 2    | 4       | 5    | Aschwin Wildeboer Faber | Espanha        | 24.72 | Q                |
| 3    | 5       | 4    | Jérémy Stravius         | França         | 24.79 | Q                |
| 4    | 5       | 3    | Gerhard Zandberg        | África do Sul  | 24.85 | Q                |
| 5    | 6       | 4    | David Plummer           | Estados Unidos | 24.91 | Q                |
| 6    | 5       | 5    | Bastiaan Lijesen        | Países Baixos  | 24.94 | Q                |
| 7    | 4       | 4    | Camille Lacourt         | França         | 24.97 | Q                |
| 8    | 5       | 7    | Sun Xiaolei             | China          | 25.01 | Q                |
| 8    | 5       | 6    | Guy Barnea              | Israel         | 25.01 | Q                |
| 10   | 6       | 3    | Matt Grevers            | Estados Unidos | 25.08 | Q                |
| 11   | 5       | 8    | Lavrans Solli           | Noruega        | 25.15 | Q,               |
| 12   | 6       | 6    | Jonatan Kopelev         | Israel         | 25.17 | Q                |
| 13   | 6       | 7    | Ashley Delaney          | Austrália      | 25.36 | Q                |
| 14   | 6       | 2    | Pavel Sankovich         | Bielorrússia   | 25.40 | Q                |
| 15   | 6       | 1    | Federico Grabich        | Argentina      | 25.44 | Q                |
| 16   | 5       | 2    | Juan Miguel Rando       | Espanha        | 25.52 | Q                |
| 17   | 4       | 3    | Mirco di Tora           | Itália         | 25.54 |                  |
| 18   | 4       | 7    | Gareth Kean             | Nova Zelândia  | 25.62 |                  |
| 19   | 6       | 8    | I Gede Siman Sudartawa  | Indonésia      | 25.68 |                  |
| 20   | 4       | 8    | Alexis Santos           | Portugal       | 25.78 | Recorde nacional |

| Ver o restante da classificação | Ver o restante da classificação | Ver o restante da classificação | Ver o restante da classificação | Ver o restante da classificação | Ver o restante da classificação | Ver o restante da classificação |
| Pos.                            | Bateria                         | Raia                            | Nadador                         | Nacionalidade                   | Tempo                           | Notas                           |
| ------------------------------- | ------------------------------- | ------------------------------- | ------------------------------- | ------------------------------- | ------------------------------- | ------------------------------- |
| 21                              | 4                               | 2                               | Cheng Feiyi                     | China                           | 25.83                           |                                 |
| 22                              | 4                               | 1                               | Shin Hee-Wong                   | Coreia do Sul                   | 25.84                           |                                 |
| 23                              | 4                               | 9                               | Felix Wolf                      | Alemanha                        | 25.90                           |                                 |
| 24                              | 4                               | 0                               | Charles Francis                 | Canadá                          | 26.10                           |                                 |
| 25                              | 5                               | 1                               | Guven Duvan                     | Turquia                         | 26.25                           |                                 |
| 26                              | 3                               | 4                               | Martin Baďura                   | Chéquia                         | 26.26                           |                                 |
| 27                              | 5                               | 9                               | Bilal Achelhi                   | Marrocos                        | 26.27                           |                                 |
| 28                              | 6                               | 0                               | Péter Bernek                    | Hungria                         | 26.36                           |                                 |
| 29                              | 5                               | 0                               | Alexandr Tarabrin               | Cazaquistão                     | 26.39                           |                                 |
| 30                              | 3                               | 5                               | Charles Hockin                  | Paraguai                        | 26.41                           | =                               |
| 31                              | 6                               | 9                               | Mohamed Khaled                  | Egito                           | 26.44                           |                                 |
| 32                              | 3                               | 6                               | Artiom Gladun                   | Moldávia                        | 26.93                           |                                 |
| 33                              | 3                               | 2                               | Jordan Augier                   | Santa Lúcia                     | 27.16                           | Recorde nacional                |
| 34                              | 3                               | 1                               | Ngou Pok Man                    | Macau                           | 27.18                           |                                 |
| 35                              | 3                               | 7                               | Heshan Unamboowe                | Sri Lanka                       | 27.23                           |                                 |
| 36                              | 3                               | 3                               | Khachik Plavchyan               | Armênia                         | 27.97                           |                                 |
| 37                              | 3                               | 9                               | Hamdan Bayusuf                  | Quênia                          | 28.20                           |                                 |
| 38                              | 2                               | 8                               | Mathieu Marquet                 | Ilhas Maurícias                 | 28.54                           |                                 |
| 39                              | 3                               | 0                               | Eisner Barberena                | Nicarágua                       | 28.71                           |                                 |
| 40                              | 2                               | 5                               | Maroun Waked                    | Líbano                          | 29.31                           |                                 |
| 41                              | 2                               | 3                               | Pablo Feo Mato                  | Andorra                         | 29.47                           |                                 |
| 42                              | 2                               | 6                               | Erdenemunkh Demuul              | Mongólia                        | 29.82                           |                                 |
| 43                              | 2                               | 4                               | Victor Torres                   | Ilhas Virgens Americanas        | 30.01                           |                                 |
| 44                              | 2                               | 2                               | Arnold Kisulo                   | Uganda                          | 31.08                           |                                 |
| 45                              | 2                               | 0                               | Umarkhon Alizoda                | Tajiquistão                     | 33.37                           |                                 |
| 46                              | 2                               | 9                               | Storm Hablich                   | São Vicente e Granadinas        | 34.20                           |                                 |
| 47                              | 1                               | 3                               | Miraj Prajapati                 | Nepal                           | 34.74                           |                                 |
| 48                              | 1                               | 5                               | Ebrahim Al-Maleki               | Iêmen                           | 34.84                           |                                 |
| 49                              | 1                               | 2                               | Awoussou Ablam                  | Benim                           | 35.85                           |                                 |
| 50                              | 2                               | 7                               | Hamidou Seydou Lansina          | Níger                           | 36.65                           |                                 |
| 51                              | 1                               | 6                               | Sahr James                      | Serra Leoa                      | 37.36                           |                                 |
| 52                              | 3                               | 8                               | Samson Opuakpo Forcados         | Nigéria                         | DSQ                             |                                 |
| 53                              | 1                               | 4                               | Abdelrahim Mohamed Abdelrahim   | Sudão                           | 99.99                           | DNS                             |
| 53                              | 2                               | 1                               | Louis Croenen                   | Bélgica                         | 99.99                           | DNS                             |
| 53                              | 4                               | 6                               | Ryosuke Irie                    | Japão                           | 99.99                           | DNS                             |

### Semifinal
Esses foram os resultados das semifinais.
Semifinal 1
| Pos. | Raia | Nadador                 | Nacionalidade  | Tempo | Notas |
| ---- | ---- | ----------------------- | -------------- | ----- | ----- |
| 1    | 6    | Guy Barnea              | Israel         | 24.73 | Q     |
| 2    | 2    | Matt Grevers            | Estados Unidos | 24.79 | Q     |
| 3    | 4    | Aschwin Wildeboer Faber | Espanha        | 24.90 | Q     |
| 4    | 7    | Jonatan Kopelev         | Israel         | 24.95 | Q     |
| 5    | 3    | Bastiaan Lijesen        | Países Baixos  | 24.99 |       |
| 6    | 5    | Gerhard Zandberg        | África do Sul  | 25.24 |       |
| 7    | 8    | Juan Miguel Rando       | Espanha        | 25.28 |       |
| 8    | 1    | Pavel Sankovich         | Bielorrússia   | 25.36 |       |

Semifinal 2
| Pos. | Raia | Nadador            | Nacionalidade  | Tempo | Notas |
| ---- | ---- | ------------------ | -------------- | ----- | ----- |
| 1    | 6    | Camille Lacourt    | França         | 24.39 | Q     |
| 2    | 5    | Jérémy Stravius    | França         | 24.45 | Q     |
| 3    | 4    | Daniel Orzechowski | Brasil         | 24.79 | Q     |
| 4    | 2    | Sun Xiaolei        | China          | 24.95 | Q     |
| 5    | 8    | Federico Grabich   | Argentina      | 25.16 |       |
| 6    | 7    | Lavrans Solli      | Noruega        | 25.18 |       |
| 7    | 1    | Ashley Delaney     | Austrália      | 25.21 |       |
| 8    | 3    | David Plummer      | Estados Unidos | 26.00 |       |

### Final
Esse foi o resultado da final. .
| Pos.             | Raia | Nadador                 | Nacionalidade  | Tempo | Notas            |
| ---------------- | ---- | ----------------------- | -------------- | ----- | ---------------- |
| Medalha de ouro  | 4    | Camille Lacourt         | França         | 24.42 |                  |
| Medalha de prata | 5    | Jérémy Stravius         | França         | 24.54 |                  |
| Medalha de prata | 6    | Matt Grevers            | Estados Unidos | 24.54 |                  |
| 4                | 7    | Aschwin Wildeboer Faber | Espanha        | 24.58 |                  |
| 5                | 8    | Sun Xiaolei             | China          | 24.76 | Recorde nacional |
| 6                | 2    | Daniel Orzechowski      | Brasil         | 24.87 |                  |
| 7                | 3    | Guy Barnea              | Israel         | 25.14 |                  |
| 8                | 1    | Jonatan Kopelev         | Israel         | 25.19 |                  |

Legenda
| Recorde mundial       | Recorde mundial (World record)               |                       | Recorde africano                      | Recorde africano (African) |                                           | Q | Classificado por posição (Qualified) |
| Recorde do campeonato | Recorde do campeonato (Championship record)  | Recorde da América    | Recorde da América (Americas)         | q                          | Classificado por melhor tempo (Qualified) |   |                                      |
| Melhor marca do ano   | Melhor marca do ano (World leading)          | Recorde asiático      | Recorde asiático (Asian)              | DNS                        | Não largou (Did not start)                |   |                                      |
| Recorde nacional      | Recorde nacional (National record)           | Recorde europeu       | Recorde europeu (European)            | DNF                        | Não terminou (Did not finish)             |   |                                      |
| Recorde pessoal       | Recorde pessoal do atleta (Personal best)    | Recorde da Oceania    | Recorde da Oceania (Oceania)          | DSQ / DQ                   | Desclassificado (Disqualified)            |   |                                      |
| Recorde da temporada  | Recorde da temporada do atleta (Season best) | Recorde sul-americano | Recorde sul-americano (South America) | NM                         | Sem marca (No mark)                       |   |                                      |